# Бользинже, Шарль
Шарль Бользинже (фр. Charles Bolzinger; род. 14 декабря 2000, Сет) — французский гандболист, выступает за гандбольный клуб «Монпелье» и сборную Франции по гандболу. Призёр чемпионатов мира 2023 и 2025 годов, чемпион Европы 2024 года.

## Карьера

### Клубная
Шарль начинал играть в гандбол во второй команде «Монпелье» в 2018 году. Дебютировал в первом французском дивизионе в сезоне 2018/19 годов. С 2020 года французский вратарь все чаще стал играть в Старлиге. С марта 2021 года прочно входит в первую команду французского «Монпелье».

### Международная карьера в сборной
В основной сборной Франции Шарль дебютировал 7 января 2023 года в матче против Египта, однако вратарь так ни разу не появился на площадке.
На чемпионате мира 2023 года выиграл серебряную медаль. Вышел с первых минут игры в предварительном матче против Саудовской Аравии (41:23). Его участие в первом матче против сборной Польши (26:24) сделало его самым молодым французским вратарем, принявшим участие в международном турнире в возрасте 22 лет и одного месяца. На чемпионате Европы 2024 года выиграл золотую медаль, сыграв в двух матчах.
Принимал участие в играх чемпионата мира 2025 года, в составе сборной стал бронзовым призёром турнира. 

## Личная жизнь
Его крестным отцом был Бранко Карабатич, умерший в 2011 году, отец французских гандболистов Николы и Люки, с которыми Шарль участвовал в чемпионате мира 2023 года. Обе семьи проживали во Фронтиньяне в начале 2000-х годов.